# William Ayache
William Ayache (en árabe: ويليام عياش; Argel, Argelia francesa, 10 de enero de 1961) es un exjugador y exentrenador de fútbol francés de origen argelino. En su etapa como jugador profesional se desempeñaba como lateral izquierdo.

## Selección nacional
Fue internacional con la selección de fútbol de Francia en 20 ocasiones. Ganó la medalla de oro olímpica en 1984 y obtuvo el tercer lugar en la Copa del Mundo de 1986.

### Participaciones en Copas del Mundo
| Mundial                        | Sede   | Resultado    | Partidos | Goles |
| ------------------------------ | ------ | ------------ | -------- | ----- |
| Copa Mundial de Fútbol de 1986 | México | Tercer lugar | 4        | 0     |

### Participaciones en Juegos Olímpicos
| Olimpiada                            | Sede           | Resultado | Partidos | Goles |
| ------------------------------------ | -------------- | --------- | -------- | ----- |
| Juegos Olímpicos de Los Ángeles 1984 | Estados Unidos | Campeón   | 6        | 0     |

### Participaciones en Eurocopas
| Copa            | Sede    | Resultado    |
| --------------- | ------- | ------------ |
| Eurocopa Sub-18 | Austria | Cuarto lugar |

## Clubes

### Como jugador
| Equipo                           | País    | Año       |
| -------------------------------- | ------- | --------- |
| FC Nantes                        | Francia | 1979-1986 |
| París Saint-Germain              | Francia | 1986-1987 |
| Olympique de Marsella            | Francia | 1987-1988 |
| FC Nantes                        | Francia | 1988-1989 |
| Girondins de Burdeos             | Francia | 1989      |
| → Montpellier HSC (cedido)       | Francia | 1989-1990 |
| OGC Niza                         | Francia | 1990-1991 |
| → Olympique de Marsella (cedido) | Francia | 1991      |
| Nîmes Olympique                  | Francia | 1991-1992 |
| AS Cannes                        | Francia | 1992-1995 |

### Como entrenador
| Equipo                    | País    | Año       |
| ------------------------- | ------- | --------- |
| AS Cannes (asistente)     | Francia | 1995-1996 |
| AS Cannes                 | Francia | 1995      |
| Athletic Club (asistente) | España  | 1996-2000 |
| FC Mougins                | Francia | 2005-2006 |

## Palmarés

### Campeonatos nacionales
| Título          | Equipo          | País    | Año  |
| --------------- | --------------- | ------- | ---- |
| Division 1      | FC Nantes       | Francia | 1980 |
| Division 1      | FC Nantes       | Francia | 1983 |
| Copa de Francia | Montpellier HSC | Francia | 1990 |

### Copas internacionales
| Título               | Equipo  | Sede                         | Año  |
| -------------------- | ------- | ---------------------------- | ---- |
| Juegos Olímpicos     | Francia | Los Ángeles (Estados Unidos) | 1984 |
| Copa Artemio Franchi | Francia | París (Francia)              | 1985 |